# Стеклянный зверинец (фильм, 1987)
«Стеклянный зверинец» (англ. The Glass Menagerie) — кинофильм режиссёра Пола Ньюмана, вышедший на экраны в 1987 году. Четвёртая (после одной художественной и двух телевизионных) американская экранизация одноимённой пьесы Теннесси Уильямса.

## Сюжет
В основе сюжета — воспоминания Тома Уингфилда о его матери Аманде, женщине трудной судьбы, и о любимой сестре Лоре. Отец бросил семью много лет назад, и с тех пор Аманда одна растит детей. Ставшая в детстве калекой, Лора большую часть времени посвящает своей коллекции фигурок животных из стекла, и мать изо всех сил стремится найти ей подходящего мужа. С этой целью Том приглашает на ужин Джима О’Коннора: он давняя любовь Лоры, она мечтала о нём ещё в школе. Однако вскоре выясняется, что Джим уже обручён с другой девушкой. Разочарованная Аманда, расставшись с последней надеждой, обрушивает свой гнев на Тома, и тот покидает семью навсегда.

## В ролях
- Джоан Вудворд — Аманда Уингфилд
- Джон Малкович — Том Уингфилд
- Карен Аллен — Лора Уингфилд
- Джеймс Нотон — Джим О’Коннор

## Награды и номинации
Полный перечень наград и номинаций — на сайте IMDB.
| Премия                 | Категория                         | Имя           | Результат |
| ---------------------- | --------------------------------- | ------------- | --------- |
| Грэмми                 | Лучшая музыка к фильму            | Генри Манчини | Номинация |
| Золотой глобус         | Лучшая музыка к фильму            | Генри Манчини | Номинация |
| Каннский кинофестиваль | Золотая пальмовая ветвь           | Пол Ньюман    | Номинация |
| Независимый дух        | Лучшая женская роль               | Джоан Вудворд | Номинация |
| Независимый дух        | Лучшая женская роль второго плана | Карен Аллен   | Номинация |
| Sant Jordi Awards      | Лучший иностранный актёр          | Джон Малкович | Победа    |
| Sant Jordi Awards      | Лучшая иностранная актриса        | Карен Аллен   | Номинация |